# Jill Abramson

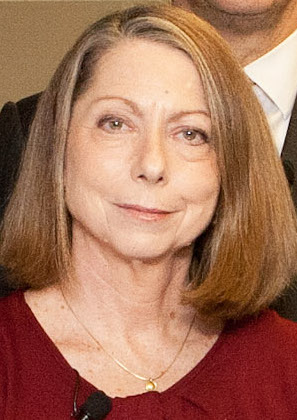
Jill Abramson (2012)

Jill Ellen Abramson (* 19. März 1954 in New York City) ist eine US-amerikanische Journalistin und war von September 2011 bis Mai 2014 Chefredakteurin der New York Times. Sie war die erste Frau in dieser Position.

## Leben und Karriere
Abramson studierte an der Harvard University Geschichte und Literatur und beendete dieses Studium 1976 mit einem Bachelor. Schon während des Studiums begann sie als Redakteurin beim Harvard Independent und arbeitete dann von 1973 bis 1976 für das Time Magazine. Nach dem Studium arbeitete Abramson knapp zehn Jahre als Reporterin für den American Lawyer. 1986 wurde sie Chefredakteurin der Legal Times. 1988 wechselte sie zum Wallstreet Journal und war dort Korrespondentin in Washington, D.C. 1997 wurde sie Hauptstadtkorrespondentin bei der New York Times und leitete auch das Washingtoner Büro der Zeitung. Im September 2011 wurde sie Chefredakteurin des Blattes und leitete es bis zum Mai 2014. Ihre Entlassung wurde damit begründet, dass sie nicht mit der Redaktion zusammenarbeiten könne und ein schwieriges Arbeitsklima zu verantworten hätte. Anschließend wurde diskutiert, ob mit diesem Vorwurf eine sexistische Haltung verbunden sei, weil ein Führungsverhalten, das bei einem Mann als normal gelten würde, bei ihr als Frau abgelehnt wurde.
Außerdem unterrichtete sie Journalismus an der Yale University und an der Princeton University. Nach ihrer Entlassung bei der Times nahm sie eine Stelle als Dozentin in Creative Writing an der Harvard University an.
In Verbindung mit der Veröffentlichung ihres Buches Merchants of Truth wurden Abramson im Februar 2019 schwerwiegende Fehler vorgeworfen und Plagiatsvorwürfe erhoben.
Abramson ist Mitglied der American Academy of Arts & Sciences und der American Philosophical Society. Sie lebt mit ihrem Ehemann in New York, das Paar hat zwei erwachsene Kinder.

## Auszeichnungen
- 1992: National Press Club Award

## Werke (Auswahl)
- (mit Jane Mayer): Strange Justice: The Selling of Clarence Thomas. New York: Houghton Mifflin, 1994. ISBN 978-0-395-63318-2
- (mit Bill Keller): Obama: The Historic Journey. Callaway-New York Times 2009, ISBN 978-1-5944-8893-1.
  - Obama – Hoffnung für die Welt. Einleitung von Bill Keller. Aus dem Englischen von Katrin Harlaß und Hannes Riffel, Fackelträger, Köln 2009, ISBN 978-3-7716-4428-4.
- Merchants of Truth: The Business of News and the Fight for Facts. Simon & Schuster, New York, Februar 2019, ISBN 978-1-5011-2320-7.[9]